# 曲街
曲街（英語：Cooke Street）是香港九龍九龍城區紅磡的一條街道，連接漆咸道北、機利士南路及老龍坑街。1863年，黃埔船塢公司在香港紅磡創業，當時政府於紅磡海岸進行填海工程。工程後政府以當年船塢大班的名字命名，曲街之名由此而來。
該區較近萬國殯儀館及世界殯儀館，所以在曲街可發現不少紙紮用品店。另外由於發音跟粵語慣用語及俗語「仆街」近似，故此有市民以此街名替代使用該俗語，甚至笑稱此街為「粗口街」。

## 鄰近建築
- 高高大廈
- 厚誠大廈
- 益群大廈
- 興發大廈
- 長樂大廈
- 興利大廈
- 福家大廈
- 機利士大廈
- 獲利家大廈